# Nederlandsch Indische Industrie N.V.
N.V. Nederlandsch Indische Industrie was een Nederlands-Indische machinefabriek annex constructiewerkplaats en later ook scheepsreparatiewerkplaats te Soerabaja op het eiland Java die als zodanig bestaan heeft van 1878 tot circa 1950.

## Oprichting
In de loop van de 19e eeuw ontstonden ook in Nederlands-Indië diverse metaalbewerkingsinrichtingen voor de reparatie en deels ook nieuwbouw van schepen en apparatuur en installaties voor de groeiende cultuurmaatschappijen en voor voorzieningen voor de infrastructuur als havens en spoor- en tramwegbedrijven. Een daarvan was de firma Besier en Jonkheijm die circa 1840 een droogdok exploiteerde met bijbehorende activiteiten. De vennootschap werd in 1878 overgenomen door een Nederlands consortium vanuit de familie Smit (familie) die al eerder de belangrijkste investeerder was. De nv was gevestigd te Rotterdam en kende zowel een directeur daar als een te Surabaya (stad). Rond 1920 werd de statutaire zetel verplaatst naar 's-Gravenhage, terwijl ondertussen het maatschappelijk kapitaal danig werd uitgebreid naargelang de toenemende bedrijfsactiviteiten: van f 625.000 in 1902 naar f 2 miljoen in 1920. 
Het bedrijf fabriceerde voornamelijk bruggen voor spoorwegmaatschappijen en het Departement voor Openbare Werken, alsmede machinerieën voor Nederlands-Indische cultuurondernemingen, de petroleumindustrie en de scheepvaart. Een van de specialiteiten waren kookpannen en verdamplichamen voor de suikerindustrie naast aanverwante zaken als stoominstallaties en tankwagons voor transport van melasse en dergelijke. Ook ijzerconstructies als fabrieksgebouwen en sluiswerken behoorden tot het leveringsprogramma. In de aanloop naar de Tweede Wereldoorlog droeg het bedrijf ook bij aan de defensie infrastructuur. Het bedrijf was een concurrent van Machinefabriek Braat N.V. die ook was gevestigd te Soerabaja.

## Aanloop naar de Tweede Wereldoorlog
Het bedrijf leverde staalconstructies voor onder andere vliegtuighangars. Zo kreeg het bedrijf in september 1930 opdracht voor de levering van het ijzerwerk voor de bouw van de vliegloodsen No. 13 & No. 14, met een afmeting van ieder 40 x 50 meter, op het vliegkamp Morokrembangan te Soerabaja. Dit vliegkamp voor watervliegtuigen was sinds 1926 in gebruik bij de Marine Luchtvaartdienst. Door tussenkomst van de commandant Zeemacht en de inspecteur der Genie, werd in december 1938 de bouw van een nieuw torpedo-atelier op het marine-etablissement te Soerabaja opgedragen aan de combinatie van N.V. De Nederlandsch Indische Industrie, Machinefabriek Braat N.V. — beide te Soerabaja — en de Machinefabriek De Bromo te Pasoeroean. In 1939 kreeg het bedrijf een opdracht voor de bouw van een vliegtuighangar op het nieuwe vliegveld Tandjong Perak.

## Afbeeldingen

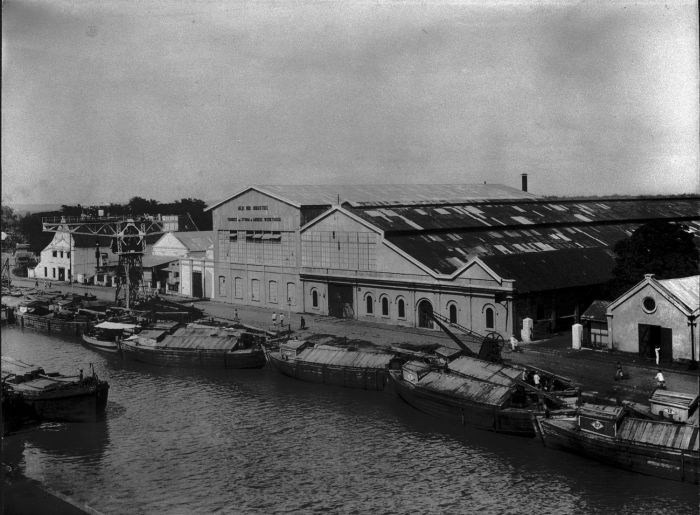
Vooraanzicht fabriek Soerabaja
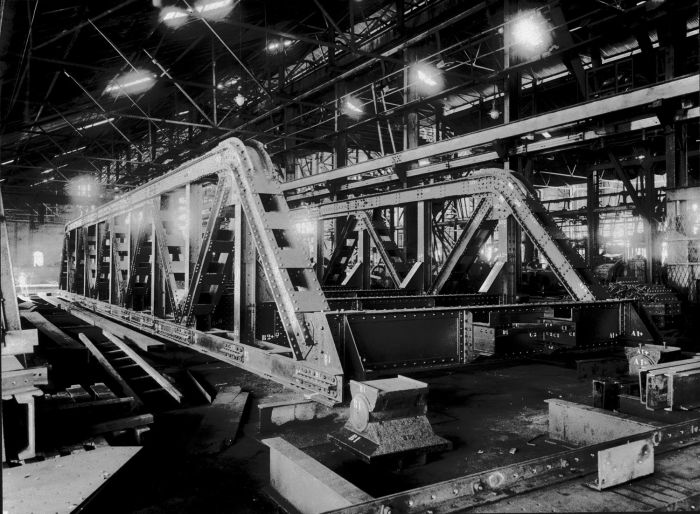
Spoorbrug in aanbouw in de hal
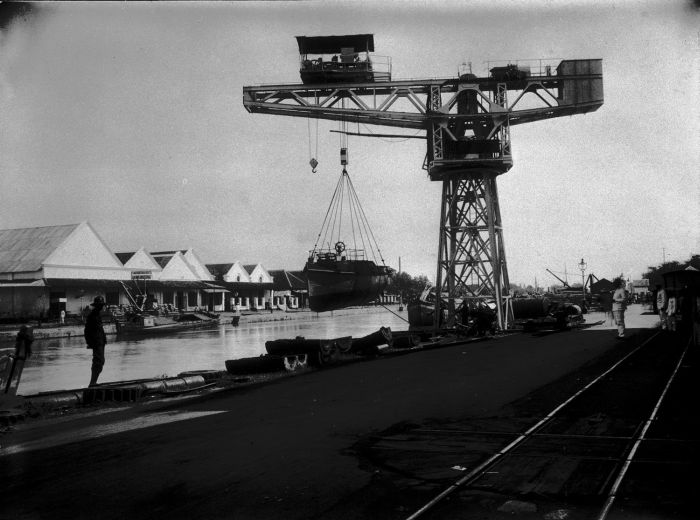
25 tons torenkraan bij de fabriek
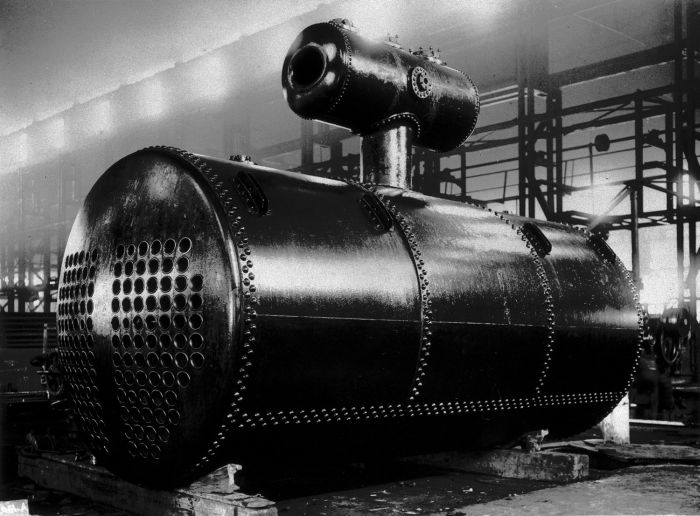
In het bedrijf vervaardigde stoomketel